# Eucalyptus polyanthemos
Eucalyptus polyanthemos ist eine Pflanzenart innerhalb der Familie der Myrtengewächse (Myrtaceae). Sie kommt im Osten und Südosten von New South Wales sowie im Osten, im Süden und im Zentrum von Victoria vor und wird dort „Poplar Box“ oder „Red Box“ genannt.

## Beschreibung

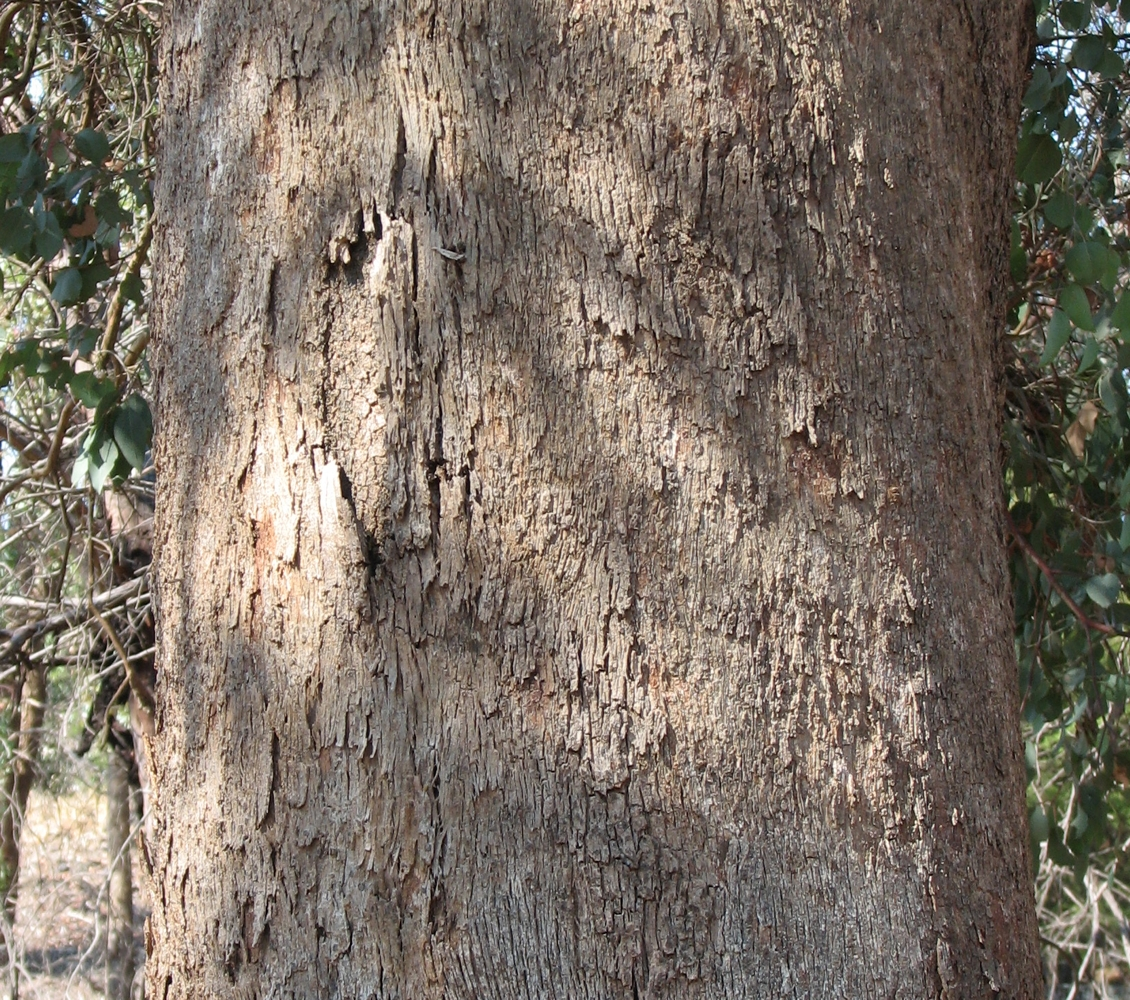
Stamm und Borke von Eucalyptus polyanthemos supsp. vestita

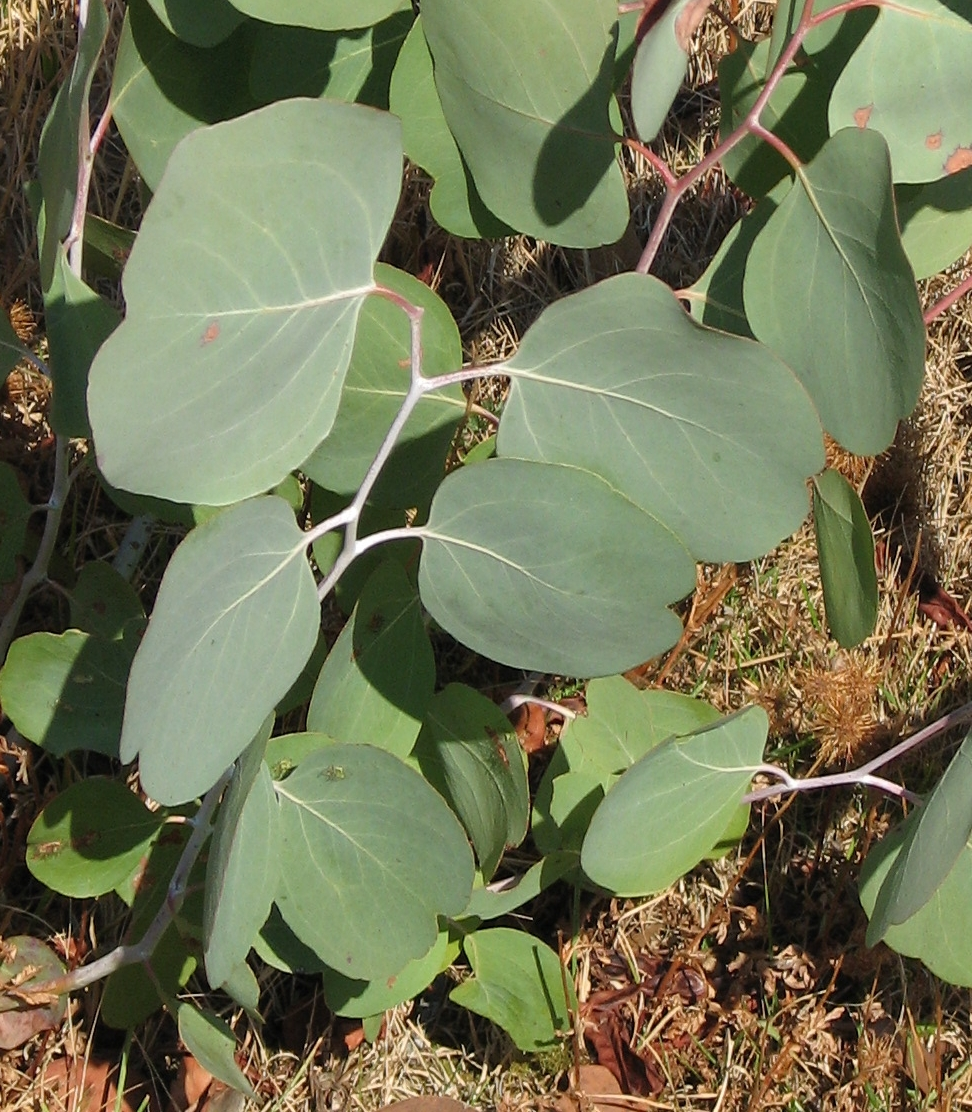
Laubblätter an jungem Exemplar Eucalyptus polyanthemos von subsp. vestita

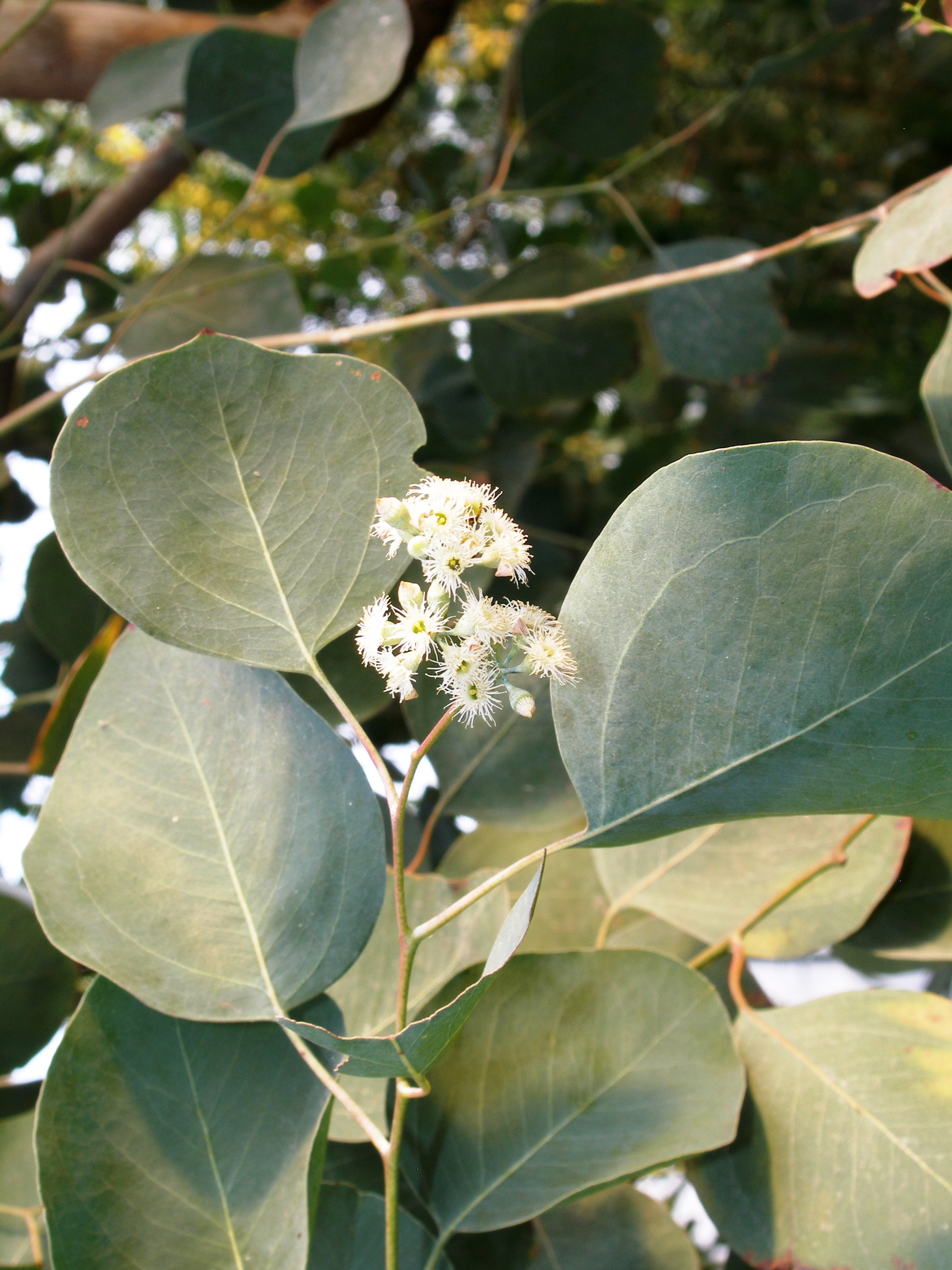
Laubblätter und Blütenstand an erwachsenem Exemplar

### Erscheinungsbild und Blatt
Eucalyptus polyanthemos wächst als Baum, der Wuchshöhen von bis zu 20 oder 25 Meter erreicht. Die Borke ist glatt oder verbleibt am unteren Teil des Stammes oder auch am gesamten Stamm und den größeren Ästen. Sie ist grau mit weißlichen Flecken und fasrig-stückig. An den oberen Teilen des Baumes ist sie glatt, weiß oder grau und schält sich in kurzen Bändern oder kleinen, vieleckigen Flicken. Die Rinde der kleinen Zweige ist grün. Weder im Mark der jungen Zweige noch in der Borke gibt es Öldrüsen.
Der Stammdurchmesser erreicht etwa 1 Meter.
Bei Eucalyptus polyanthemos liegt Heterophyllie vor. Die Laubblätter sind stets in Blattstiel und -spreite gegliedert. Die Blattspreite an Sämlingen sind bei einer Länge von 2,5 bis 6 cm und einer Breite von 2 bis 7 cm mehr oder weniger kreisförmig, oft breiter als lang und an Ober- und Unterseite gleichfarbig blaugrün. An jungen Exemplaren ist die Blattspreite bei einer Länge von 5 bis 6,5 cm und einer Breite von 5 bis 8 cm ebenfalls kreisförmig, meistens breiter als lang, oft auch gekerbt und auf Ober und Unterseite gleichfarbig matt grau-grün oder blaugrün bemehlt oder bereift. An mittelalten Exemplaren ist die Blattspreite bei einer Länge von 6 bis 9 cm und einer Breite von 3,5 bis 5 cm ei- oder kreisförmig, gerade, ganzrandig und matt grau-grün oder blaugrün bemehlt oder bereift. Die Blattstiele an erwachsenen Exemplaren sind 15 bis 25 mm lang und schmal abgeflacht oder kanalförmig. Die auf Ober- und Unterseite gleichfarbig matt grau-grünen oder blaugrün bemehlten oder bereiften Blattspreite an erwachsenen Exemplaren ist relativ dick, gerade, bei einer Länge von 4 bis 9 cm und einer Breite von 1,5 bis 3,5 cm breit-lanzettlich bis elliptisch oder eiförmig, mit spitzem, stumpfem, gerundetem oder gekerbtem oberen Ende und sich zur Spreitenbasis hin verjüngend. Die erhabenen Seitennerven gehen in großen Abständen in einem spitzen oder sehr spitzen Winkel vom Mittelnerv ab. Die Keimblätter (Kotyledone) sind verkehrt-nierenförmig.

### Blütenstand und Blüte
End- oder seitenständig an einem bei einer Länge von 5 bis 15 mm im Querschnitt stielrunden Blütenstandsschaft stehen in zusammengesetzten Gesamtblütenständen etwa siebenblütige Teilblütenstände. Der Blütenstandsschaft und die Blütenstiele sind oft blaugrün bemehlt oder bereift. Der Blütenstiele ist 1 bis 9 mm lang und stielrund oder kantig. Die oft blaugrün bemehlten oder bereiften Blütenknospen sind bei einer Länge von 4 bis 6 mm und einem Durchmesser von 2 bis 4 mm ei-, keulen- oder kurz spindelförmig. Die Kelchblätter bilden eine Calyptra, die früh abfällt. Die glatte Calyptra ist halbkugelig oder konisch, kürzer als oder so lang wie der glatte Blütenbecher (Hypanthium) und schmäler als dieser. Die Blüten sind weiß oder cremeweiß. Die Blütezeit reicht an den Heimatstandorten von September bis Dezember.

### Frucht und Samen
Die gestielte Frucht ist bei einer Länge von 4 bis 7 mm und einem Durchmesser von 3 bis 6 mm halbkugelig, konisch, zylindrisch birnenförmig oder umgekehrt konisch, manchmal auch blaugrün bemehlt oder bereift und drei- bis vierfächrig. Der Diskus ist eingedrückt, die Fruchtfächer sind eingeschlossen.
Die Samen mit brauner Samenschale sind leicht eingedrückt. Das Hilum sitzt mittig.

## Ökologie
Die Larven der Mottenart Trichiocercus sparshalli und die „Eucalyptus Leaf Mining Sawfly“ (Phylacteophaga froggatti) ernähren sich von den Laubblättern von Eucalyptus polyanthemos. Große, alte Bäume sind oft hohl und dienen Eulen als Nester, beispielsweise der „Barking Owl“ (Ninox connivens).

## Vorkommen
Das natürliche Verbreitungsgebiet von Eucalyptus polyanthemos ist der Osten und Südosten von New South Wales, südlich von Gulgong mit kleinen Vorkommen im oberen Hunter Valley, sowie im Osten, im Süden und im Zentrum von Victoria.
Eucalyptus polyanthemos gedeiht weit verbreitet häufig in grasigen oder Hartlaubwäldern auf leichten, flachen Böden.

## Systematik
Die Erstbeschreibung von Eucalyptus polyanthemos erfolgte 1843 durch Johannes Konrad Schauer in Repertorium Botanices Systematicae, Volume 2, Issue 5, S. 924. Das Typusmaterial weist die Beschriftung „In Nova Cambriae Australis interioribus septentriones versus ab urbe Bathurst (A. Cunn. Herb. no. 136/1822)“ auf. Synonyme für Eucalyptus polyanthemos Schauer sind Eucalyptus ovalifolia R.T.Baker, Eucalyptus ovalifolia R.T.Baker var. ovalifolia und Eucalyptus ovalifolia var. lanceolata R.T.Baker & H.G.Sm. Das Artepitheton polyanthemos ist aus den altgriechischen Wörtern poly für viel sowie anthemon für Blüte abgeleitet und bezieht sich auf die vielblütigen Blütenstände.
Von Eucalyptus polyanthemos gibt es vier Unterarten:
- Eucalyptus polyanthemos subsp. longior Brooker & Slee
- Eucalyptus polyanthemos subsp. marginalis Rule, Syn. Eucalyptus polyanthemos Schauer subsp. polyanthemos
- Eucalyptus polyanthemos Schauer subsp. polyanthemos: Borke meistens glatt, schält sich in großen Flicken, verbleibt manchmal unregelmäßig am Stamm.[3]
- Eucalyptus polyanthemos subsp. vestita L.A.S.Johnson & K.D.Hill: Borke verbleibt am Stamm und den größeren Ästen.[3]

## Bekannte Einzelexemplare
In Gilmore im Australian Capital Territory steht ein Exemplar von Eucalyptus polyanthemos namens „Murumbeeja Scarred Red Box No 1“. Er ist im „Register of the National Estate“ verzeichnet. Bei ihm wurde die Borke von Aborigines entfernt, vermutlich um daraus Kanus zu bauen.

## Nutzung
Das Kernholz von Eucalyptus polyanthemos ist rot, hart und mäßig beständig. Es besitzt ein spezifisches Gewicht von 950–1115 kg/m³. Das Holz von Eucalyptus polyanthemos wird zum Bau von Zäunen eingesetzt und dient als hervorragendes Feuerholz.
Eucalyptus polyanthemos wird als Zierpflanze an Straßen und in Parks verwendet. Die Zweige mit Laubblättern von jungen Exemplaren werden als Schnittgrün in der Floristik genutzt.